# Europeisk sömnsjuka
Europeisk sömnsjuka, encefalitis letargica, är ett sjukdomstillstånd som kännetecknas av hög feber, dubbelseende, huvudvärk, fördröjd motorik och letargi. I akuta fall kan patienten hamna i koma. Det händer också att patienten upplever svaghet i överkroppen, onormala ögonrörelser, darrningar, muskelvärk, stelhet i nacken och beteendeförändringar såsom psykos. Orsaken till detta sjukdomstillstånd är ännu okänd. En epidemi bröt ut världen över mellan 1917 och 1928, men sedan dess har det inte rapporterats om någon ytterligare epidemi.
Dödligheten var hög (10–40 %) och en del överlevande fick Parkinsons sjukdom. Epidemin nådde sin topp i Sverige 1921 med 1 512 fall. Fram till 1945 anmäldes 4 397 fall. Under första decenniet efter sekelskiftet har det anmälts 38 nya fall och man har funnit autoantikroppar som skulle kunna förklara etiologin.
Encephalitis lethargica beskrevs för första gången i april 1917, då läkaren friherre Constantin von Economo presenterade sina fynd. Strax därefter bröt den världsomspännande epidemin ut. von Economo hade under flera år observerat och analyserat tusentals fall och delat in dessa i olika kategorier. Efter att ha påträffat enstaka fall av sjukdomen efter epidemin bestämde han sig för vilken av dessa som skulle vara den huvudsakliga.
Skild från den europeiska sömnsjukan är den afrikanska, encefalitis africana, vars smittämne är en blodparasit, en trypanosom, som överförs av tsetseflugan. Sjukdomsbilden liknar den europeiska sömnsjukans.